# Даші (село)
Даші (Даше, пол. Dasze) — село в Польщі, у гміні Кліщелі Гайнівського повіту Підляського воєводства. Населення — 251 особа (2011).

## Історія
У минулому слугувало передмістям Кліщель, було частиною колишнього села Косна. У першій половині XIX століття в Дашах діяла церковна школа, заснована за ініціативи пароха о. Антона Сосновського з Кліщель.
У 1975—1998 роках село належало до Білостоцького воєводства.

## Демографія
Демографічна структура станом на 31 березня 2011 року:
|          | Загалом | Допрацездатний вік | Працездатний вік | Постпрацездатний вік |
| -------- | ------- | ------------------ | ---------------- | -------------------- |
| Чоловіки | 132     | 16                 | 69               | 47                   |
| Жінки    | 119     | 10                 | 37               | 72                   |
| Разом    | 251     | 26                 | 106              | 119                  |

## Культура
У 1990-х роках у селі діяв фольклорний колектив «Калина».